# Béatrice Soetkens
Béatrice (ou Béatrix, Beatrijs) Soetkens est une femme anversoise du XIVe siècle, principale protagoniste d'une légende religieuse bruxelloise.

## Légende
Selon la légende rapportée par les historiens du christianisme en Belgique et aux Pays-Bas, Béatrice Soetkens est une jeune femme pauvre qui voit une apparition de la Vierge Marie. Béatrice Soetkens reçoit d'elle l'ordre d'apporter une statue de la Vierge d'Anvers à Bruxelles. Béatrice s'acquitte de sa mission en 1348 dans une barque et avec son mari (ou un batelier), ils remontent la Senne,,. Ils parviennent à poursuivre leur voyage malgré l'absence de vent et le fait qu'ils sont interceptés par un curé, qui devient subitement paralysé. En ce sens, cette légende est considérée comme miraculeuse et intègre la dévotion populaire bruxelloise.
Béatrice et son mari sont reçus à Bruxelles par Jean III de Brabant ainsi que la guilde des arbalétriers. Ces derniers aident le couple à installer la statue de la Vierge dans la chapelle du Sablon. Plus tard, l'église Notre-Dame du Sablon de Bruxelles est bâtie sur cette chapelle. Dans cette église, la légende de Béatrice est racontée et on y trouve une statue de la Vierge dans une barque.

## L'Ommegang de Bruxelles
La fête populaire intitulée l'« Ommegang de Bruxelles » fait en partie référence à la légende de Béatrice Soetkens. En effet, cette histoire raconte qu'une procession religieuse est organisée en 1348 pour célébrer l'arrivée à Bruxelles de la statue volée par la jeune femme. Depuis, l'Ommegang fêtée chaque année rappelle cet événement.

#### Sources récentes
- Tischke Van Meuilebeik, « Les Légendes Bruxelloises (26) – L'Ommegang », sur www.humoeurs-bruxelloises-brussels-zwanze.com, 11 février 2016 (consulté le 29 avril 2018).
- « L'Ommegang », sur www.patrimoinevivantwalloniebruxelles.be, août 2015 (consulté le 29 avril 2018).
- « L'Ommegang, une légende séculaire », sur www.dhnet.be, 3 juillet 2001 (consulté le 29 avril 2018).
- « Tapisserie : la légende de Notre-Dame du Sablon » [PDF], sur www.brusselscitymuseum.brussels (consulté le 29 avril 2018).
- « Un peu d'Histoire », sur www.ommegang.be (consulté le 29 avril 2018).

#### Sources anciennes
- Guillaume Gazet (en), L'Histoire ecclésiastique du Pays-Bas, Arras, Imprimerie de Guillaume de la Rivière, 1614, 583 p. (lire en ligne), p. 350.
- Quentin Hennin, Trophée de la religion catholique, Bruxelles, Nicolas Stryckwant, 1694, 134 p. (lire en ligne), p. 6.
- Cornelis Smet, Histoire de la religion catholique en Brabant, Bruxelles, Société nationale, 1839, 387 p. (lire en ligne), p. 123-124.